# Université de Moncton

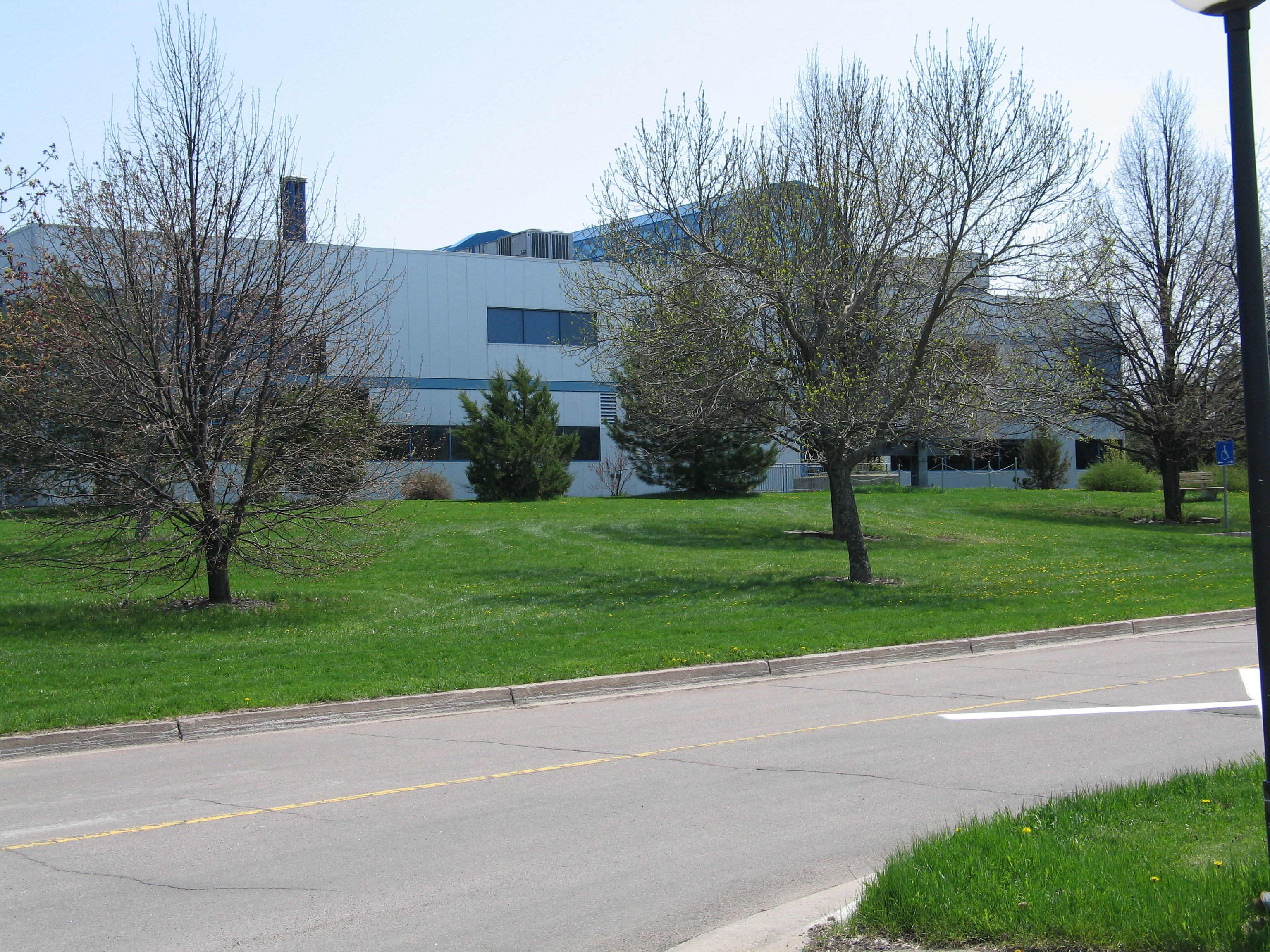
Université de Moncton (Moncton Campus)

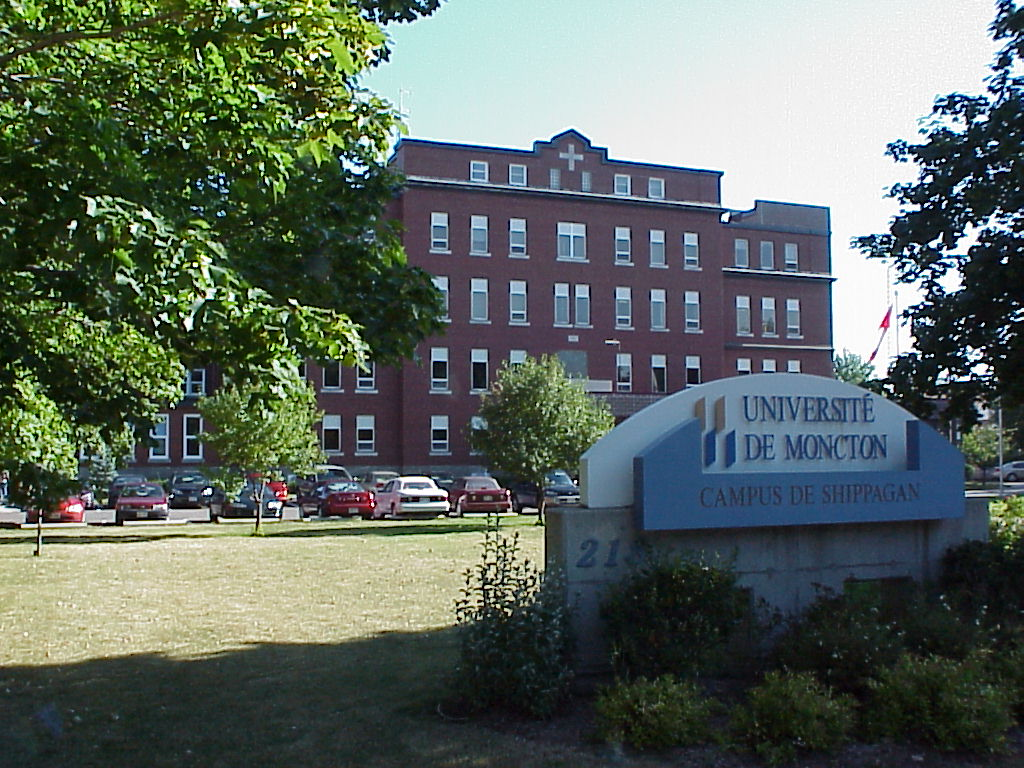
Université de Moncton (Shippagan Campus)

Die Université de Moncton (Abkürzung U de M) ist eine staatliche Universität in Moncton, New Brunswick, Kanada.
Die Hochschule wurde 1963 gegründet aus der Zusammenlegung des Collège Saint-Joseph (Gründung 1864 in Memramcook), Collège du Sacré-Cœur (Gründung 1899 in Caraquet, ab 1915 in Bathurst) und Collège Saint-Louis (Gründung 1946 in Edmundston).
Die Université de Moncton ist Kanadas größte französischsprachige Universität außerhalb von Québec. Die drei Standorte der Universität befinden sich in den französischsprachigen Regionen von New Brunswick in Edmundston, Shippagan und am Hauptsitz in Moncton. 2019 bot die Hochschule 165 Studiengänge an, davon 40 mit Master- und Promotionsabschluss. Die Studienbereiche umfassen Verwaltung, Kunst, Erziehung, Ingenieurwesen, Forstwirtschaft, Recht, Krankenpflege, Ernährung, Psychologie, Naturwissenschaften, Sozialarbeit und weitere. Derzeit sind mehr als 35 Forschungszentren, Lehrstühle und Institute aktiv.

## Zahlen zu den Studierenden
Im September 2020 studierten an der Université de Moncton 4.521 Personen in Vollzeit (89,7 %) und 518 in Teilzeit (10,3 %). Damit waren insgesamt 5.039 Studierende eingeschrieben. Von den Vollzeitstudenten waren 3.726 in Moncton gemeldet, 437 in Shippagan und 358 in Edmundston.